# Tecnotropisme
El tecnotropisme és la tendència cultural que tenen totes les comunitats humanes cap a la generació de coneixements i el seu aprofitament integral per part de la comunitat en la qual aquests coneixements són generats, tot i que ha estat usat en alguns estudis com a antònim de ruralisme o de tecnofòbia.
En aquest sentit pot dir-se que així com totes les plantes mostren determinades reaccions cap a la llum (fototropisme), la gravetat (gravitropisme) o l'aigua (hidrotropisme), totes les cultures mostren algun grau d'activitat creadora, d'avanç en tècniques i desenvolupament de dispositius de major o menor qualitat.
Però, a diferència de les plantes i de la resta dels animals, l'home té la capacitat per determinar quines eines són necessàries per a satisfer les necessitats o interessos i quines condicions han de donar-se perquè aquestes eines siguin fabricades. L'home es pot plantejar finalitats, pot determinar mitjans per aconseguir aquestes finalitats i pot, finalment, prendre la decisió d'engegar les accions que porten des d'aquests mitjans cap a aquells finalitats. És per això que s'afirma que aquesta tendència de les comunitats és cultural, perquè l'home realitza aquestes activitats reflexionant, pensant, deliberant i decidint el més convenient en cada cas.
El tecnotropisme és, doncs, la força bàsica que ha impulsat a l'home al llarg de la història a crear totes les tecnologies que coneixem, i és la força bàsica que ha portat l'home del segle xx a inventar la tecnologia que va donar la puntada de peu inicial de la revolució digital: la computadora digital.
No obstant això, és un fet que no totes les comunitats produeixen la mateixa quantitat i qualitat de tecnologia al llarg del temps i és un fet que la revolució digital s'ha produït als EUA durant la segona meitat del segle xx. Les condicions necessàries perquè el tecnotropisme es desenvolupi en tota la seva força són les condicions del capitalisme: marc institucional, lliure mercat, iniciativa privada, clusterització, massivitat i un sòlid sistema de propietat intel·lectual (copyright, patent, secrets comercials, marques, etcètera) han estat a la base de l'explosió de les tecnologies de la informació a EUA durant el segle xx.
El tecnotropisme capitalista és, llavors, el veritable motor de la revolució digital i la pedra angular que accelera els processos d'innovació fent la tecnologia quelcom massiu, a l'abast de qualsevol persona al món.